# 日本国 (山)
日本国（にほんこく）は、新潟県村上市と山形県鶴岡市との境にある山である。別名を石鉢山（いまくさやま）とも呼ばれる。
正保2年の庄内絵図（山形県史巻末綴）には、居熊沢山越後境とある。

## 山名の由来
進藤重紀の出羽国風土略記に「小鍋村の番人ハ百姓の内より置之、大小御免、御給穀あり、小寺氏小国の南日本国といふ所　越後出羽の境也といへ共、今日本国といふ所なしとそ、越後境御茶屋峠といふ所より半道斗手前に古村居の跡ありといふ」進藤重紀　出羽国風土略記　田川郡小國館」（2冊目:２４の後）1762年（宝暦12年米沢市立図書館）と記されている。「越後出羽の境に日本国という名の地があったというが、今はないと言うことだ」この文言はかつて日本国の地があったことを示している。それが山の頂上なのか峠にあったのかは記載されていない。御茶屋峠は、堀切峠のこと。堀切峠は「慶長瀬波郡絵図」にも「越後堺ほり切」とある。新藤重紀はなぜ越後領の古村居を書いたはのかも記していない。
『温海町史』は、「堀切峠（小名部）より西の方、越後出羽の国境に日本国という山があり、古来鷹待場があったと伝えられている。地名の由来は、昔ここで獲られた鷹を領主が将軍に献上したところ、日本無双の鷹と賞賛されたので、日本国山と名付けられたと伝えられている。」と記されているが、鷹の捕獲者名、領主名や将軍名、日本国の命名者名は記されていない。（温海町史上巻　温海町史編さん委員会　温海町　1978年　p９４９　国立国会図書館デジタルコレクション　５１０/５４５コマ）
渡辺勝男は『歴史の山　日本国山考　―鷹献上の口碑を探る』で「慶雲二年(七〇五)越後初代城司に任命された威奈大村が四年四月に死去し、慶雲四年十一月に安倍朝臣眞君が第二代越後城司に任命された。最初の仕事が和銅元年（七〇八）の出羽郡設置の申請であった。この間、阿部眞君は立派な鷹の羽を天皇に献上している。阿部眞君が鷹の羽を献上したのは史実であり、その鷹こそ羽越国境の日本国山であることが口碑として伝承されているのであろう。「ここまでが日本国」とあの山は以東の地域には大和朝廷にまつろわぬ蝦夷勢力があることの発想からの名称であろう。阿部眞君こそ日本国山の名付けの人であると言ってもよい」と記している。(渡辺勝男　　図説にいがた歴史散歩-村上・岩船―　新潟日報事業社出版部編　新潟日報事業局社1983年　P188~189　国立国会図書館デジタルコレクション　97/104コマ)
長谷川 勲は『にいがた地名考』で日本国の名称について、「地元では、すり鉢山。某誌には日本国と蝦夷地の境の意。飛鳥時代の蜂子皇子が隠れ住み、これより彼方は日本国と言ったが、日本国が使われたのは７２０年からなので否定。　江戸期大代村の遠藤某が庄内の殿に贈った鷹を殿が将軍家に献上したら将軍家から山を日本国と名付けよとなった。」（要約）と諸説を記している。また　「1770年（明和7）鶴岡藩が幕府巡検使への説明文書に、「往古この山（鷹待山）にて捕り候鷹を領主より将軍家に奉りしところ、日本無双の鷹と賞美これあるにより『日本国山』と唱え候よし」とあるのを知った。これが1914年(大正4)の陸地測量部の地図に記載された起源である。」と記しているが、閲覧場所や原本は示されていない。地元温海町史にはこの説明文書の存在も記載されていない。（長谷川 勲 にいがた地名考　新潟日報事事業社　平成27年（2015）p208～209)
なお、「日本」の国名について、『三國史記　巻第六　新羅本紀第六　文武王　上』には、「十年十二月。倭国更號日本。自言近日所出。以爲名。」とある。（三国史記　朝鮮史学会　昭和3年（1928年）　ｐ１０　国立国会図書館デジタルコレクション　４１/２５７　コマ）
大形 徹はこれを「倭国あらためて日本となづく、自ら言う、 『日の出づる所に近く、以て名と為す』と」と読む。そしてこの記述は「宋、王溥撰『唐会要』（九六一成書）倭國」の項で「咸亨元年三月、遣使賀平髙麗、爾後繼来朝貢則天時、自言其國近日所出、故號日本國、盖惡其名不雅而改之。 （咸亨元年（六七〇）三月、使いを遣わし、高麗を平（たいら）ぐるを賀（よみ）し、爾後継いで来たりて朝貢す。則天（在位（六九〇‐七〇五）の時、自ら言う「其の国、日の出づる所に近し、故に日本国と号す」と。盖し其の名の雅ならざるを悪（にく）みて之を改む）と、新唐書そのままの記述としている。」と記している。（大形　徹　『國號「日本」の「本」はどのような意味か』　漢字學研究　第八號　立命館大學白川靜記念東洋文字文化研究所 [編]　　立命館大學白川靜記念東洋文字文化研究所発行　2020年　ｐ７５～７６　file.jsp (ritsumei.ac.jp) ）
さらに大形 徹は「唐代の発音は地方に残っている。唐代に日本の使節が中国に日本と決めたことを報告したとき、当時の中国人が発音したのが「ニッポン」だったのだろう。日本の使者は、日本国内では「ひのもと」あるいは「やまと」と呼んでいたのかもしれない。しかし、「日本」という漢字二文字を中国に持って行ったときに、「ニッポン」という発音を教えられたのではないかと思う。」と記している。（同書　p８２）67０年は、新羅の文武10年、唐の咸亨元年、日本の天智天皇9年になる。
江戸時代にこの山で捕まえた鷹を領主に献上した所、領主は大変喜びその捕まえた山の名前を「日本国」にしたというものや、他にもヤマト王権と蝦夷地で境であることに因むものなど諸説があるが定説はないが、蝦夷地の境を除き、いずれも庄内藩に関わるものしかない。
日本国頂上の三角点について、国土地理院は「国土地理院の所有する点の記では、明治39年（西暦1906年）7月10日に設置された当時から所在地としては山形県と記載。」としている。山形・新潟の県境は頂上だけが山形県。４mほど新潟県側に食い込んで地籍は山形県小名部。頂上を除く山全体は分水嶺が県境となっている。
分水嶺を国境としなかったのは鳥海山にもある。庄内藩と矢島藩の争いだ。『矢島の歴史』には鳥海山頂上の国境紛争で、「国郡の境界は分水嶺を以て定るを本則とするとして、矢島藩は幕府の評定所へ訴訟を起こした。結果、宝永元年(1704年)九月、鳥海山の山頂は自然の地形によらず矢島は頂上の7合目まで、鳥海山頂上は庄内藩のものになり、矢島藩の敗訴となった。矢島藩は1万石に満たない小藩、庄内藩は十四万石の大名。はじめから勝ち目のない訴訟であった。交渉の中心者矢島藩家老金子某は庄内藩の陰謀で敗れたことを知り、庄内藩家老某の門前で切腹して果てたと伝わる。」と記されている。（矢島の歴史　矢島町教育委員会編　矢島町１３１～１３３　　国立国会図書館デジタルコレクション８３～８４/１４５コマ　）
県境の移動について林 正巳は「今日の山形・新潟県境は明治初年のとき、作為的に設定されたもの。県境は海岸に迫った低い丘陵の末端からほとんど直角に折れて日本海海岸に延びている。」「古老の話では、出羽・越後の国境は現在の県境からさらに、北方に後退したところにあった。今日の山形・新潟県境は戊辰戦争当時の庄内藩が政府軍を迎え撃つため最前線基地として、砲列を敷いた場所が今日の県境となった。」「新政府の庄内を直轄地として民政局を設置し、庄内地方の経済基盤を新政府の傘下に収め、財政基盤を強化した」「明治4年、酒田県設置では朝敵藩にもかかわらず在地旧藩出身が県の上層部を占めた」「山形・新潟の県境として採用されたのは、新政府の特別の配慮か。越後は朝敵の汚名をきせられていたため県境に対する異議申し立てはせず、今日まで容認した形になっていた。」「鶴岡市立図書館所蔵の古地図で古老の話は正しかった。」と述べている。（林 正巳　『出羽・越後国境の研究―-鼠ヶ関地区―』　ｐ１０１～１０３要約　歴史地理学会紀要　第17巻　歴史地理学会. 1975年　) しかし、山形県に対する新政府の配慮は海岸部だけで、日本国にもあったとする記載はない。　　
鷹の献上について『出羽國風土略記巻之八』」の「飽海郡産物」に「吹浦山鹿　吹浦山猪　同鷹（ に鷹待場小屋とふ所有古鷹の渡るをまちし所とぞ元和年中黄鷹をとりて領主へ上たるに領主是を神君へ献し給ふ御悦の御書あり其文曰黄鷹一居到來歡思召候猶酒井雅樂頭可申述者也十一月家康酒井宮内大輔殿へと有此御書付村役へ被下近代迄所持しけるに近年御番所役人に仰て被召上。」とある。（進藤重記　出羽国風土略記下編　高田可恒編纂　東京学社　昭和4年（１９２９）　ｐ７－２１　国立国会図書館デジタルコレクション　５０/１３７コマ）　吹浦の人が元和元年（１６１５年）中に、黄鷹を領主に贈り領主が家康（１５４３～１６１６）に贈ったことに刺激され、庄内藩が鳥海山頂上を手中に収めたと同様に、日本国欲しさに吹浦の話を模してしたのではとの旨は、前出の『温海町史』や渡辺勝男の『図説にいがた歴史散歩-村上・岩船―』長谷川勲の『にいがた地名考』には記載されていない。黄鷹は「その年生れの鷹」
「日本」の国名について、『三國史記　巻第六　新羅本紀第六　文武王　上』には、「十年十二月。倭国更號日本。自言近日所出。以爲名。」とある。（三国史記　朝鮮史学会　昭和3年（1928年）　ｐ１０　国立国会図書館デジタルコレクション　４１/２５７　コマ）
大形 徹はこれを「倭国あらためて日本となづく、自ら言う、 『日の出づる所に近く、以て名と為す』と」と読む。そしてこの記述は「宋、王溥撰『唐会要』（九六一成書）倭國」の項で「咸亨元年三月、遣使賀平髙麗、爾後繼来朝貢則天時、自言其國近日所出、故號日本國、盖惡其名不雅而改之。 （咸亨元年（六七〇）三月、使いを遣わし、高麗を平（たいら）ぐるを賀（よみ）し、爾後継いで来たりて朝貢す。則天（在位（六九〇‐七〇五）の時、自ら言う「其の国、日の出づる所に近し、故に日本国と号す」と。盖し其の名の雅ならざるを悪（にく）みて之を改む）と、新唐書そのままの記述としている。」と記している。（大形　徹　『國號「日本」の「本」はどのような意味か』　漢字學研究　第八號　立命館大學白川靜記念東洋文字文化研究所 [編]　　立命館大學白川靜記念東洋文字文化研究所発行　2020年　ｐ７５～７６　file.jsp (ritsumei.ac.jp) ）
67０年は、新羅の文武10年、唐の咸亨元年、日本の天智天皇9年になる。都岐沙羅柵造に位を与えられた年は斉明4年の658年だから、「其の名の雅ならざるを悪みて之を改む。日の出づる所に近し、故に日本国と号す」とした年の12年前となる。さらに大形 徹は「唐代の発音は地方に残っている。唐代に日本の使節が中国に日本と決めたことを報告したとき、当時の中国人が発音したのが「ニッポン」だったのだろう。日本の使者は、日本国内では「ひのもと」あるいは「やまと」と呼んでいたのかもしれない。しかし、「日本」という漢字二文字を中国に持って行ったときに、「ニッポン」という発音を教えられたのではないかと思う。」と記している。（同書　p８２）
しかし、中国へ報告に行く前、漢字二文字の「日本」という名を、どれだけ期間に検討したか、中国への報告以前に日本国内には「日本」「ひのもと」「やまと」がどれだけ拡散していたかなどについて、同書は触れていない。

## 逸話
山開きは、標高の数字にちなみ5月5日である。山頂には約30年前から「日本国征服」の横断幕を掲げていた。
2013年（平成25年）の山開きには登頂者に記念として「日本国征服証明書」を発行する予定であったが、「征服」は不適切な表現とする抗議が約45件寄せられ「日本国登頂証明書」と変更した。

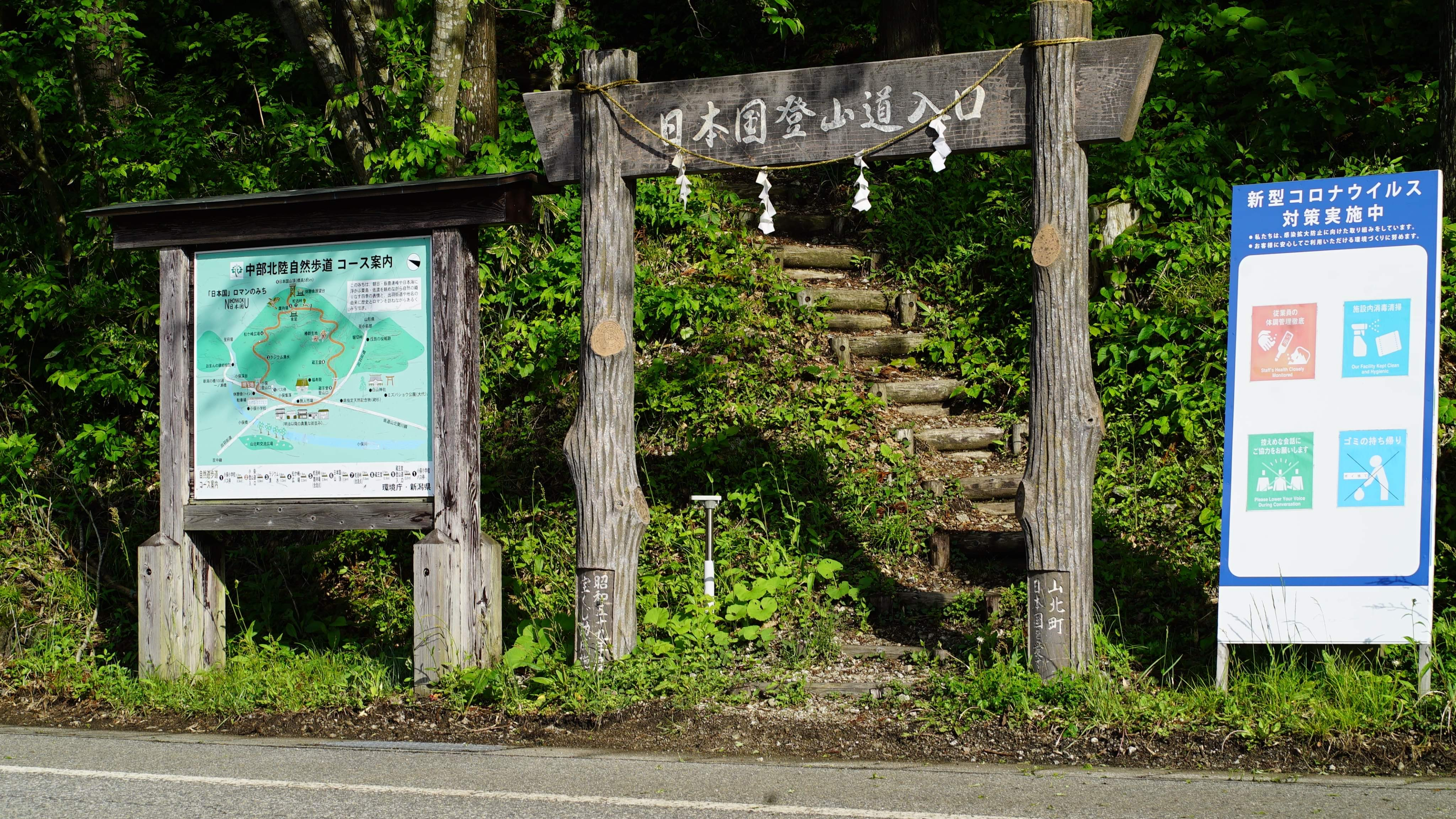
南麓の登山口